# Судакевич, Анель Алексеевна
Ане́ль Алексе́евна Судаке́вич (настоящее имя — А́нна; 28 октября 1906, Москва — 22 сентября 2002, Москва) — советская актриса, художник по костюмам. Заслуженный художник РСФСР (1969).

## Биография
Анель Судакевич родилась 28 октября 1906 года в Москве в семье хирурга, специалиста в области пластической хирургии лица и одного из основоположников этого направления в медицине, доктора медицинских наук Алексея Владимировича Судакевича (1878/9—1947) и учёного-агронома Жозефины Владиславовны Косско (1877—1975) — первой женщины-выпускницы Московского сельскохозяйственного института. У А. В. Судакевича это был третий брак. Сестра — Софья Алексеевна Судакевич (1909—2016), кандидат экономических наук. Единокровная сестра — Елена Алексеевна Судакевич (Милашевская; 1925—2020).
Училась в школе Фритьофа Нансена. Начала сниматься в кино в возрасте 19 лет.
С 1925 года по 1927 год Анель училась актёрскому мастерству в студии Юрия Завадского. Там же она вскоре познакомилась с Марецкой, Мордвиновым и Пудовкиным. Карьера в кино Анель Судакевич сложилась удачно, так как в 1924 году между «Русью» и Межрабпомом был подписан договор, положивший начало процветанию студии «Межрабпомфильм», и её доля составляла 50 % всего советского киноэкспорта. В этот момент образ молодой актрисы, появившийся на экранах в конце 1920-х годов, был настолько необычным и настолько ярким, что со всех концов страны к ней шли тысячи писем взволнованных поклонников, а кокошник, в котором Анель Судакевич снималась в фильме режиссёра Юрия Желябужского «Победа женщины», был подарен американской актрисе Мэри Пикфорд в 1927 году, когда актриса прибыла на съёмочную площадку в сопровождении Дугласа Фэрбенкса во время съёмок фильма «Поцелуй Мэри Пикфорд». Обстоятельства сложились удачно ещё и потому, что Райзман стал снимать кино благодаря Алейникову, основному акционеру киностудии, с которым дружила Анель. Благодаря необычайной популярности картины «Победа женщины» и образа Судакевич, один из рекламных плакатов, издававшихся большими тиражами, установила на вершине труднодоступного перехода геологическая экспедиция, о чём свидетельствовало полученное от них письмо. А как-то раз открытки с Анель Судакевич скупил в одном из киосков Маяковский и начал раздавать всем встречным.
В 1929 году Анель Судакевич вышла замуж за Асафа Мессерера (развелись в 1940 году), в 1933 году появился на свет сын, впоследствии театральный художник и сценограф Борис Мессерер. С 1934 года Анель Судакевич работает в кино, но уже в качестве художника по костюмам.
Гражданский муж — Игорь Владимирович Нежный (1892—1968), театральный администратор, работал в МХАТ, в Центральном театре кукол, директором Московского мюзик-холла.
С 1946 года А.Судакевич работает в цирке, в 1950—1957 годах — главный художник Московского цирка. Создала много костюмов для артистов цирка, в котором многие годы работала с Никулиным. Именно Анель Судакевич придумала известную по всему миру клетчатую кепку для Олега Попова. В 1969 году ей было присвоено звание Заслуженного художника РСФСР.
Анель Судакевич получила известность как художник-портретист и художник по костюмам, одной из её многочисленных работ было оформление «Вечера новых хореографических миниатюр» Голейзовского, премьера которых состоялась в 1960 году на сцене Большого театра.
Скончалась в Москве 22 сентября 2002 года в возрасте 95 лет, похоронена на Ваганьковском кладбище (уч. 12). Автор монумента — Борис Мессерер.

## Фильмография

Анель Судакевич в роли Дуси Галкиной, «Поцелуй Мэри Пикфорд», 1927

- 1925 — Жена предревкома (короткометражный) — эпизод
- 1926 — Мисс Менд («Приключения трёх репортеров») — стенографистка
- 1927 — Земля в плену — Аня, дочь помещика
- 1927 — Кто ты такой? («По ту сторону щели») — невеста Друмонда
- 1927 — Победа женщины — Марфинька Байдурова
- 1927 — Поцелуй Мэри Пикфорд — Дуся Галкина
- 1928 — Дом на Трубной — Мариша, горничная
- 1928 — Потомок Чингисхана — дочь коменданта
- 1929 — Торговцы славой — Жермена Башлэ
- 1929 — Два-Бульди-два — Майя
- 1933 — Изменник родины — Невядомская
- 1944 — Иван Грозный — дама при дворе Сигизмунда[17][18]
- 1974 — Хождение по мукам — женщина на конспиративной квартире
- 1979 — Маленькие трагедии — зрительница
- 1981 — Агония — графиня Головина

## Награды и звания
- Медаль «За трудовую доблесть» (9 октября 1958 года) — за большие заслуги в области советского циркового искусства[19].
- Заслуженный художник РСФСР (30 сентября 1969 года).